# Eduard Isaac Asser
Eduard Isaac Asser (Amsterdam, 19 oktober 1809 – aldaar, 21 september 1894) was een Nederlands pionier van de fotografie. Hij was een der eersten in Nederland die met het nieuwe medium experimenteerden. De vroegste foto's van Amsterdam en Haarlem zijn van zijn hand.

## Leven en werk
Eduard, lid van de familie Asser, werd geboren als zoon van een vooraanstaand jurist. In 1821 betrok de familie Asser een groot grachtenhuis op het Singel, vlak bij de Munt, waar Eduard vervolgens de rest van zijn leven zou blijven wonen. Hij studeerde rechten aan het aan het Athenaeum Illustre en trad al snel in de voetsporen van zijn vader, maar hij was ook een enthousiast amateurschilder. Vanaf circa 1842 experimenteerde hij met fotografie, als een der eersten in Nederland. Met een in Parijs gekochte camera leerde hij zichzelf fotograferen, wat in de begintijd van de fotografie geen sinecure was. Met recepten uit Franstalige handboekjes, giftige chemicaliën, verzilverde koperen platen, natte glasnegatieven en zelf geprepareerd afdrukpapier, wist hij met veel geduld en veel doorzettingsvermogen fotografische afbeeldingen te maken.
Aanvankelijk hield Asser zich bezig met daguerreotypieën, later concentreerde hij zich op het papieren negatief. Toen hij de mogelijkheden daarvan voldoende had verkend begon hij in 1857 met de ontwikkeling van een fotolithografisch procedé. Met deze methode konden foto's snel en goedkoop in drukinkt worden gereproduceerd en op grote schaal worden verspreid. Dit 'procedé Asser', waar hij octrooi op kreeg, bezorgde hem in zijn tijd grote naamsbekendheid.
Asser maakte aanvankelijk vooral portretten van zijn vrienden en familieleden. Later, na 1850, maakte hij ook zelfportretten, kunstzinnige stillevens en stadsgezichten, geïnspireerd door de Hollandse zeventiende-eeuwse schilderkunst. De vroegst bewaard gebleven foto's van Amsterdam en Haarlem zijn van zijn hand. Zijn oeuvre is nagenoeg volledig bewaard gebleven.
De productiviteit van Asser als fotograaf liep na 1860 sterk terug, maar hij bleef wel actief als promotor van het nieuwe medium. Hij was redactielid en medewerker van het 'Tijdschrift voor Photografie', het eerste fotografietijdschrift in Nederland. Ook was hij medeoprichter van de Amsterdamse amateurfotografenvereniging 'Helios'. Twee jaar voor zijn dood richtte hij de 'Maatschappij voor Photolitho- en Zincografie Procédé Mr. E.I. Asser' op, die onder andere in het Paleis van Volksvlijt een tentoonstelling organiseerde van fotolithografische reproducties. Op 21 september 1894 overleed hij, bijna 85 jaar oud, in zijn huis aan het Singel. Hij was de oom van Tobias Asser, de latere winnaar van de Nobelprijs voor de Vrede.

## Collectie
De Stichting Familie Asser schonk in 1993 de fotocollectie van Asser aan de Staat der Nederlanden waarvoor zij de museummedaille ontving. De collectie omvat vier albums met 200 zoutdrukken, dertien daguerreotypieën, losse foto's en fotolithografieën. Met de 19e-eeuwse collectie foto's van de Rijksdienst Beeldende Kunst werd de Asser-verzameling ondergebracht in de Nationale fotocollectie van het Rijksmuseum. Na restauratie vanaf 1995 volgde in 1999 een monografie over Asser en in 2002 een tentoonstelling in Huis Marseille.

## Galerij

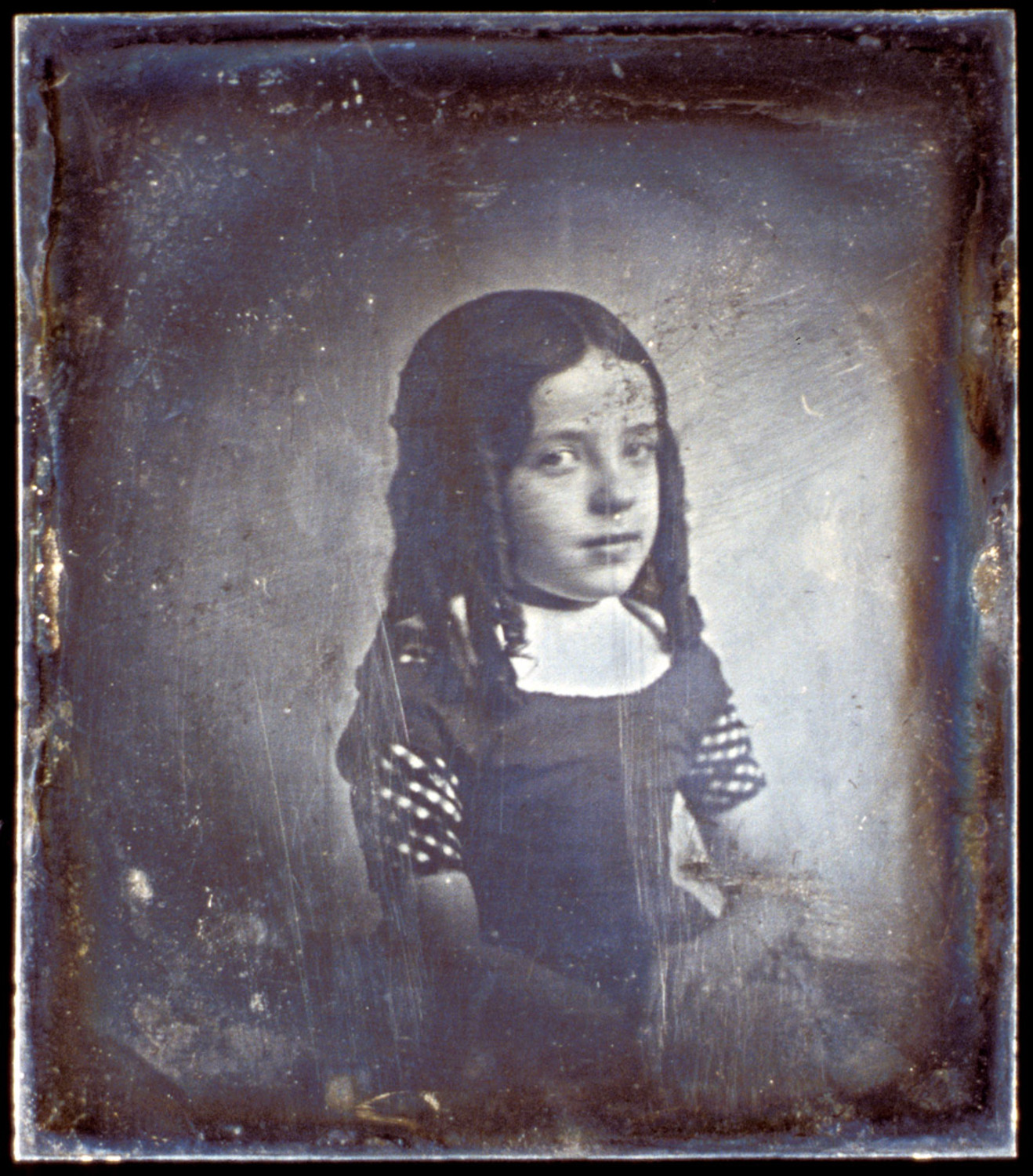
Portret van Charlotte Asser, dochter van de fotograaf, 1842
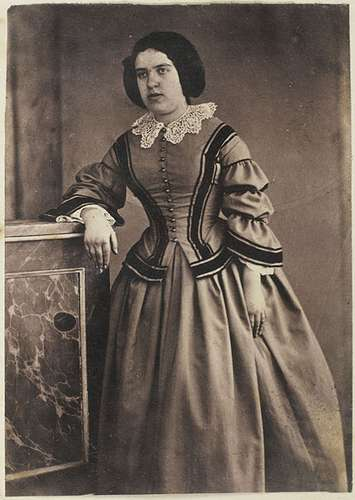
Charlotte Asser, ca. 1853
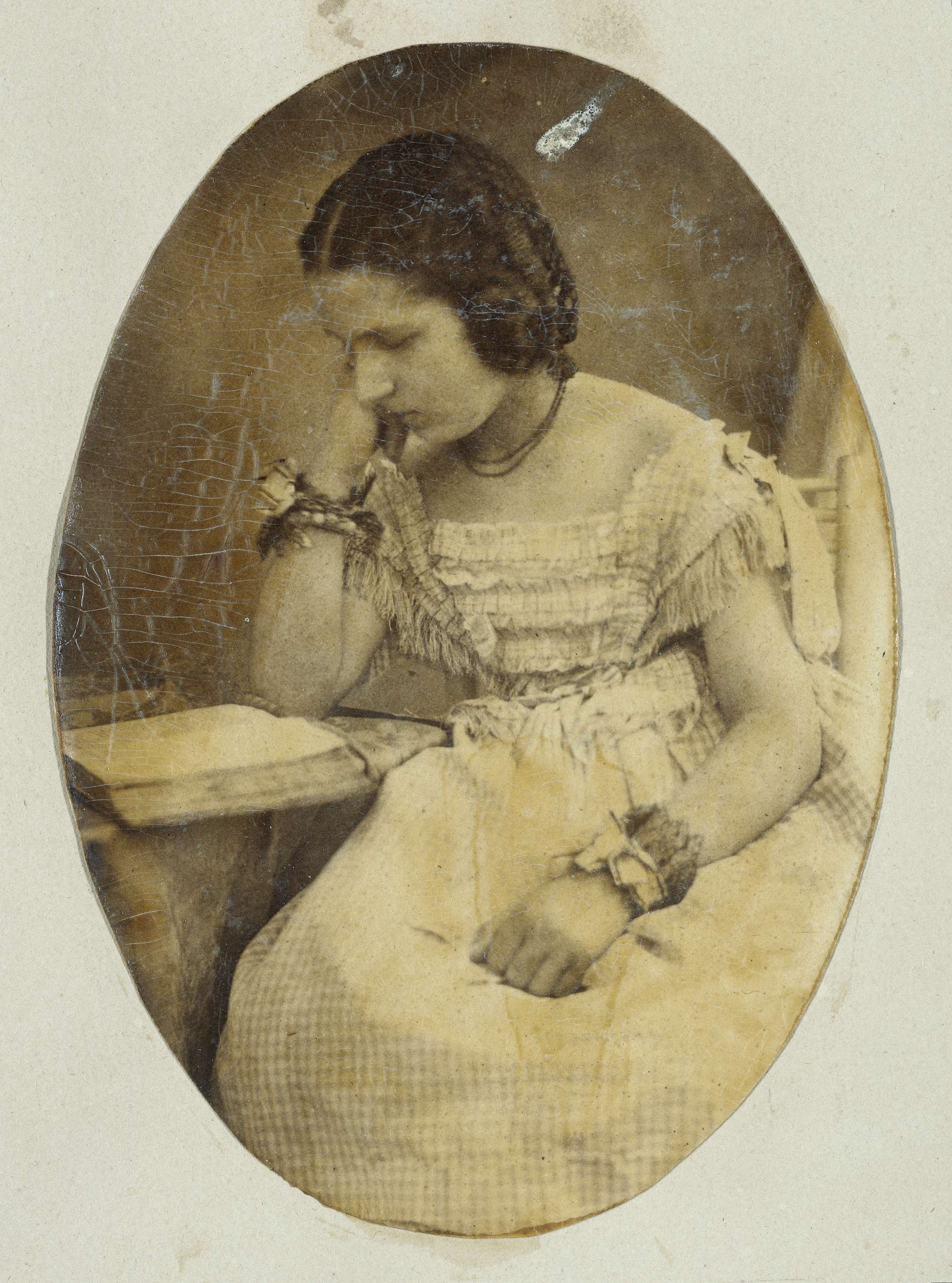
Portret van Anna-Gratia Asser, 1854
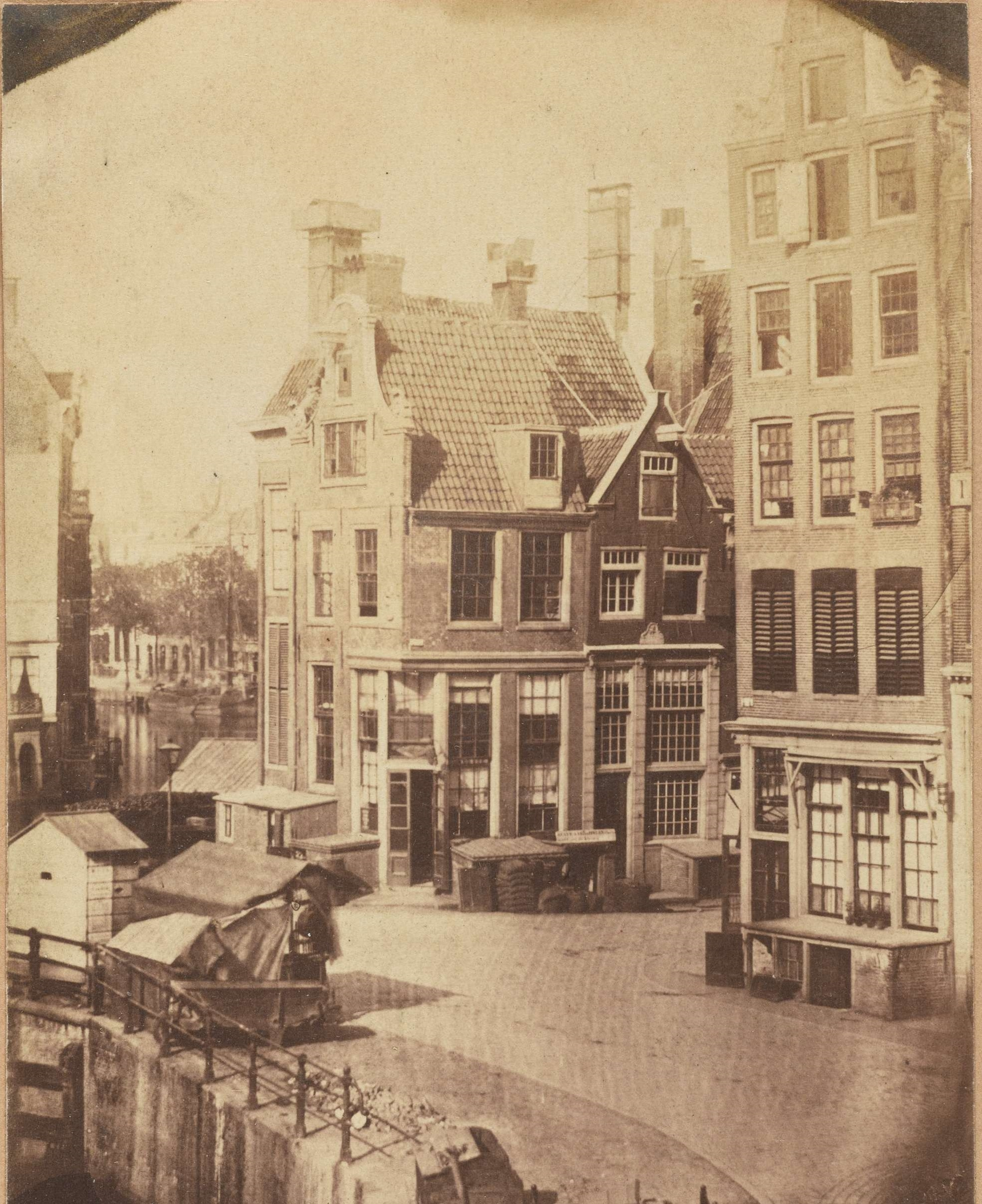
Uitzicht vanuit het raam van het huis van de fotograaf, Regulierbreestraat, ca. 1854
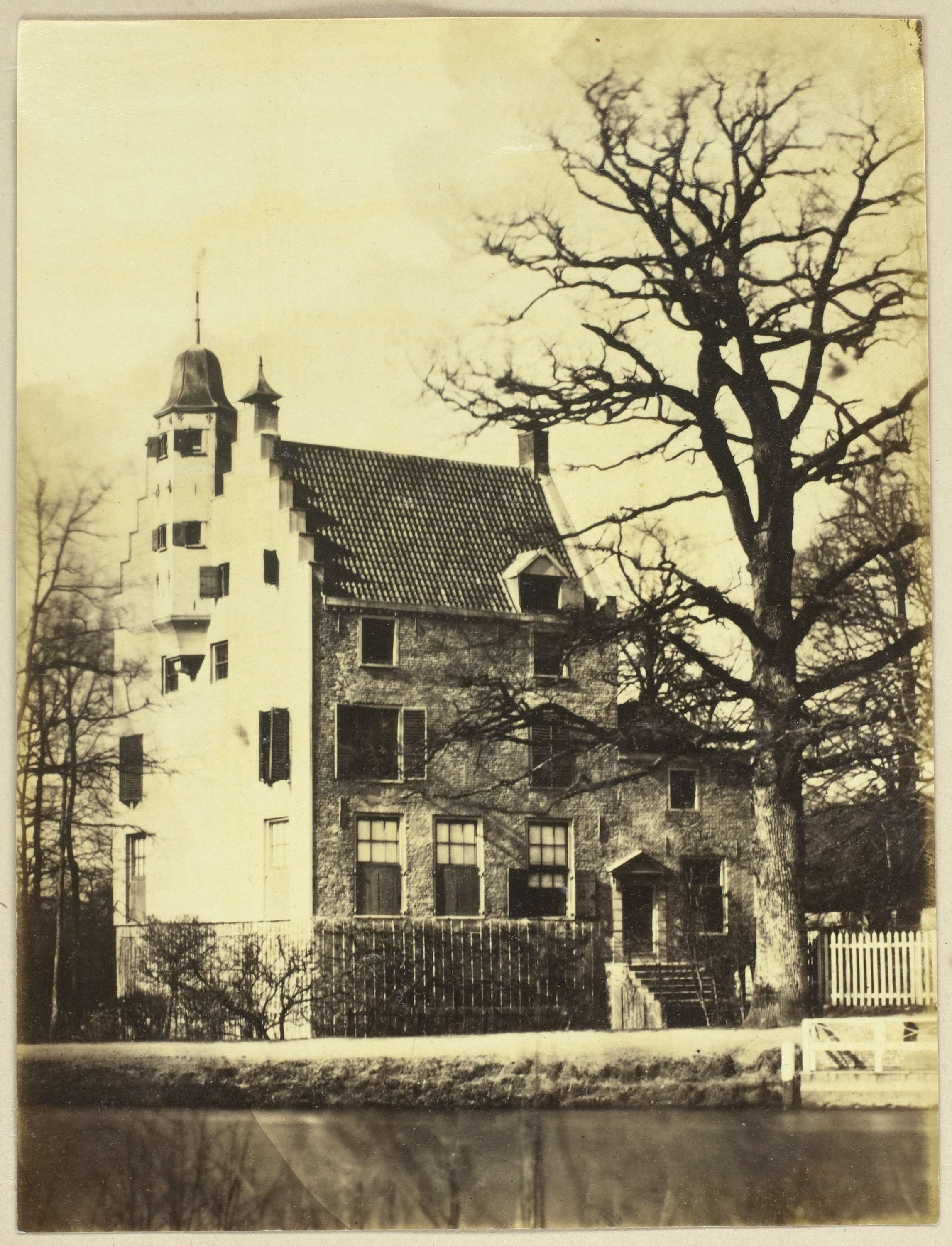
Gezicht op huis Oudaan bij Breukelen aan de Vecht, ca. 1852
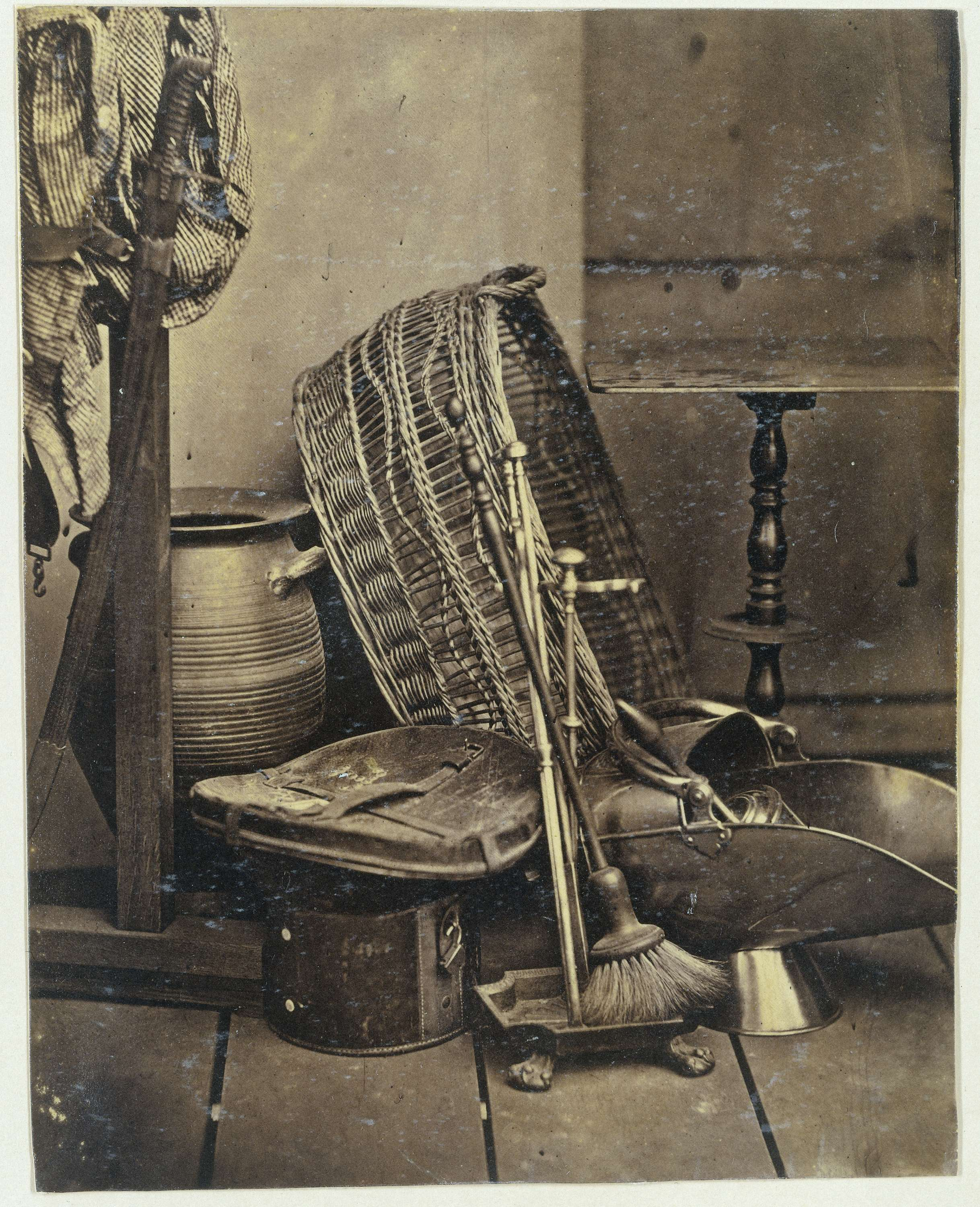
Stilleven met zwaard, leren tas, pook, bezem en kolenschoof, ca. 1854
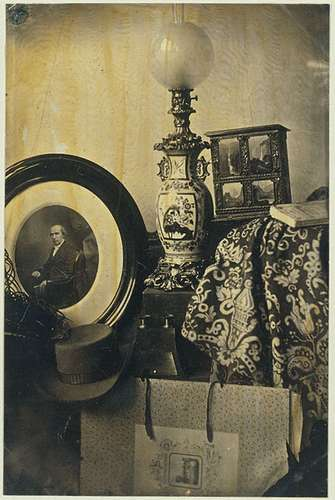
Stilleven met portret van de fotograaf, stereoscoop en portfolio met fotopapier, ca. 1855
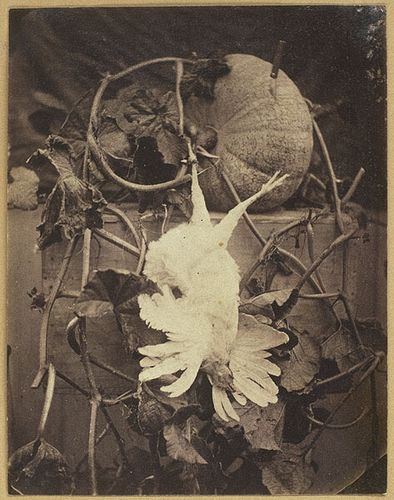
Stilleven met dode kip, ca. 1855
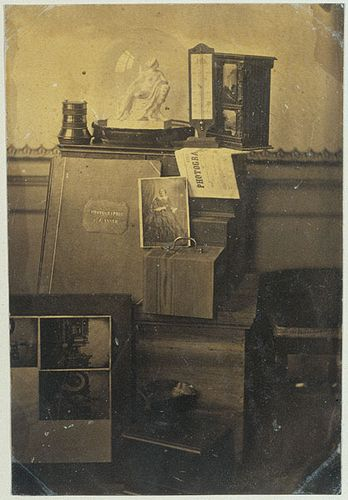
Stilleven met foto's in lijst, fotoalbum, lens, gipsen beeld van Ariadne, thermometer en kopie van het tijdschrift Revue Photographique, ca. 1855
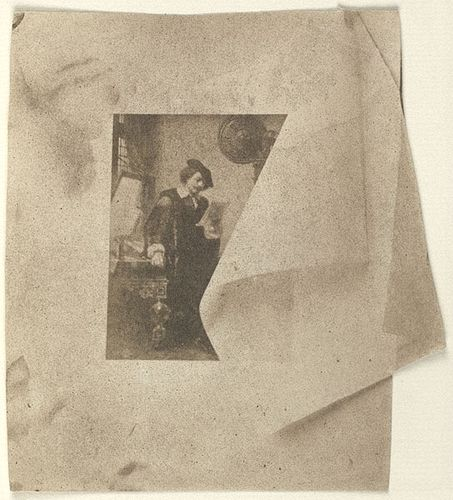
Reproductie van een litho van Adolphe Mouilleron naar een schilderij van Nicolaas Pieneman van Rembrandt die een etsproef bestudeert, met trompe-l'oeil-effect, ca. 1855

## Werk in openbare collecties (selectie)
- Rijksmuseum Amsterdam[1]